# ليوبان
ليوبان (بالروسية: Любань) هي إحدى مدن روسيا في الكيان الفدرالي الروسي لينينغراد أوبلاست.